# Морн-Труа-Питон
Морн-Труа-Питон (фр. Morne Trois Pitons) — национальный парк, расположенный в Доминике. Был учреждён в июле 1975, став первым подобным объектом на острове. Назван по своей высочайшей вершине (1342 м). На территории парка находятся три пика, вулканическое озеро Бойлинг, водопады, тропические леса. Будучи объектом вулканической активности, парк также имеет в своём составе гейзеры и подземные источники воды. Имеет площадь 68,57 км². Населён разнообразной флорой и фауной. В 1997 парк был включён в список Всемирного наследия ЮНЕСКО.

## Внешние ссылки
- Страница на сайте Virtual Dominica.com
- Страница на сайте WCMC-UNEP. Архивировано из оригинала 23 июня 1998 года.
- Страница на сайте Всемирного наследия ЮНЕСКО
- Страница на русском сайте ЮНЕСКО. Архивировано из оригинала 16 октября 2009 года.